# أليفة فاروق
أليفة شعبان فاروق (مواليد 17 أكتوبر 1946) هي سياسية ودبلوماسية تونسية. كانت سفيرة تونس في ألمانيا. كانت فاروق عضوًا في المجلس التنفيذي للاتحاد الوطني للمرأة التونسية من 1989 إلى 1995.

## حياتها المهنية
ولدت أليفة في بلدة الماتلين الواقعة على بعد 30 كيلومترا شمال تونس العاصمة. درست اللغة الألمانية من 1966 إلى 1969 والعلوم السياسية والقانون الدولي العام في جامعة Louis-et-Maximilien في ميونيخ في ألمانيا حيث أنهت درجة الدكتوراه في عام 1976. من 1979 إلى 1980، درست قانون الشركات الدولي في جامعة باريس الثانية. بعد دراستها في فرنسا عملت لفترة وجيزة في مجموعة Jeune Afrique. بدأت مسيرتها الدبلوماسية في السفارة التونسية في بون بألمانيا حيث عملت من 1976 إلى 1979. شغلت أليفة منصب مديرة وكالة تشجيع الاستثمار من عام 1981 إلى عام 1992 قبل أن تتولى منصب وزير التعاون الدولي والاستثمارات الخارجية من عام 1992 إلى عام 1994، ثم أصبحت فيما بعد رئيسًا للبعثة في مكتب رئيس الجمهورية من عام 1994 إلى عام 1995. في فبراير 2010 ، تم تعيينها سفيرة تونس في ألمانيا وشغلت المنصب لمدة عام واحد فقط. كانت فاروق نائب رئيس المنظمة العالمية للوسطاء ورابطة أمناء المظالم ووسطاء الفرانكوفونية (AOMF). شغلت منصب رئيس جمعية أمناء المظالم الأفارقة في الجمعية العامة للمنظمة في مولدررسدريفت (جنوب إفريقيا) في عام 2005.